# Karl Wilhelm von Toll

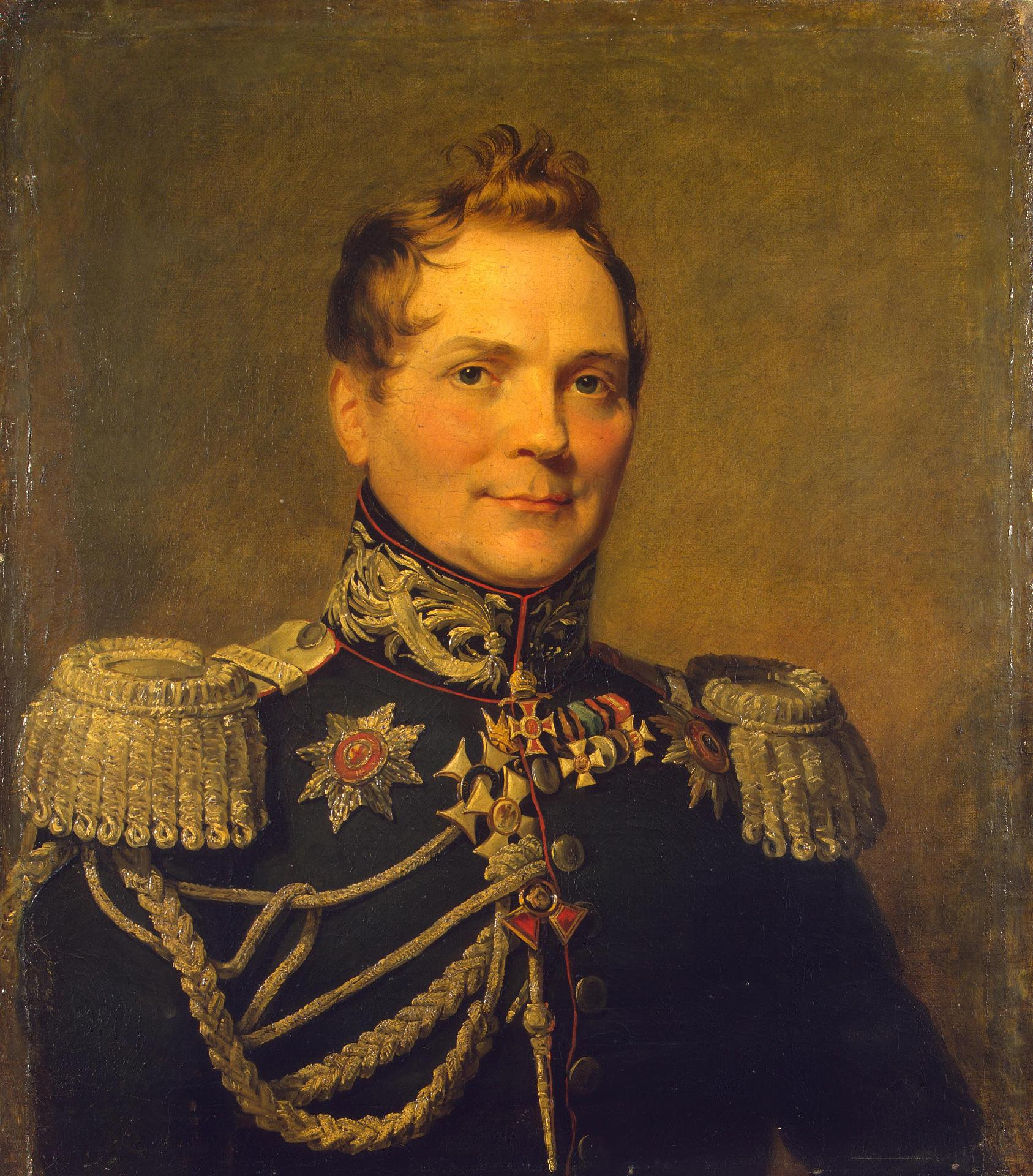
Karl Wilhelm von Toll

Karl Wilhelm Graf von Toll (russisch Карл Вильгельм Фёдорович Толль, wiss. Transliteration Karl Vil'gel'm Fedorivič Toll'; * 8. Apriljul. / 19. April 1777greg. in Reval; † 23. Apriljul. / 5. Mai 1842greg. in Sankt Petersburg) stammte aus deutsch-baltischem Adel und war General der Infanterie in der russischen Armee.

## Herkunft
Toll stammte aus dem Adelsgeschlecht von Toll, das sich seit dem 16. Jahrhundert im Baltikum und Schweden ausbreitete. Seine Eltern waren Konrad Friedrich von Toll (* 27. März 1749; † 3. Februar 1821) und dessen Ehefrau Justine Wilhelmine von Ruckteschell (* 18. Januar 1752).

## Leben
Seine Ausbildung erhielt Toll im russischen Kadettenkorps (1782–1796), wo er in Kontakt mit Michail Kutusow kam, der damals Direktor der Kadettenanstalten war. 1796 trat er in die Kaiserlich Russische Armee ein, nahm 1799 an dem Feldzug von Alexander Wassiljewitsch Suworow teil, kam 1805 in den Generalstab, kämpfte bei Austerlitz, dann gegen die Türken, war 1812 Generalquartiermeister Kutusows, 1813 von Michael Andreas Barclay de Tolly, wurde anlässlich der Völkerschlacht bei Leipzig Generalleutnant, 1823 Generaladjutant des Zaren und Chef des Generalstabs der 1. Armee sowie 1825 General der Infanterie.
Am Feldzug von 1829 gegen die Türken nahm er als Chef des Generalstabs teil. Nach dem Sieg vom 11. Juni bei Kulewtscha wurde er vom russischen Zaren in den Rang eines Grafen erhoben. Im polnischen Feldzug von 1831 stand er abermals als Stabschef dem General Hans Karl von Diebitsch-Sabalkanski zur Seite, übernahm nach dessen Tode das interimistische Kommando und leitete beim Sturm auf Warschau am 7. Oktober nach der Verwundung von Iwan Fjodorowitsch Paskewitsch die Operationen des letzten entscheidenden Schlachttags. Hierauf wurde er in den russischen Reichsrat berufen und 1833 zum Oberdirigenten der Wasser- und Wegekommunikationen und der öffentlichen Bauten ernannt. 1834 wurde er als korrespondierendes Mitglied in die Bayerische Akademie der Wissenschaften aufgenommen. 1837 wurde er Ehrenmitglied der Russischen Akademie der Wissenschaften.

## Familie
Er heiratete 1814 Caroline Olga von Strandmann (* 12. August 1796; † 7. Juli 1861), eine Tochter des russischen Generals Gustav Ernst von Strandmann und der Charlotte von Stackelberg. Das Paar hatte mehrere Kinder, darunter:
- Alexander (* 20. Juli 1816) ⚭ 1838 Anna von Loeben († 1863)
- Konstantin (* 22. Oktober 1817)

⚭ 1845 Fürstin Zinaide Golitzyn (1817–1845)
⚭ 1853 Fürstin Katharina Dolgorukow (* 6. Dezember 1825; † 31. Oktober 1899)
- Nikolai (* 3. August 1819; † 21. Oktober 1880), Generalleutnant ⚭ 1870 Katharina Ignatjew (* 1837; † 4. Mai 1918)
- Elisabeth (* 21. September 1821; † 2. September 1865) ⚭ 1842 Freiherr Ernst von Ungern-Sternberg († 1879), Gesandter in Kopenhagen
- Alexandrine (* 17. Februar 1832; † 5. September 1899[2]) ⚭ 1849 Graf Karl Eckbrecht von Dürckheim-Montmartin  (* 21. Februar 1822; † 20. September 1896[2])
- Helene Charlotte Luise (* 29. Juli 1833; † 11. Januar 1910) ⚭ 1857 Graf Magnus Konstantin Ferdinand von Pahlen (1830–1912), Justizminister
- Karl Wilhelm (* 12. August 1834; † 2. Februar 1893), Gesandter in Dänemark ⚭ 1858 Helene von Strandmann (* 1834; † 28. Juli 1910)